# Orde de Sant Marc de Lleó
L'Orde Militar de Sant Marc de Lleó fou un orde militar hospitaler existent al Regne de Lleó entre 1172 i 1180, quan s'integrà a l'Orde de Sant Jaume.

## Història
L'orde sovint s'ha confós amb els primers moments de l'Orde de Sant Jaume, i fins als estudis de J. L. Martín no es va començar a considerar com un orde diferent.
En 1152, una confraria atenia l'hospital de pelegrins de San Marcos, vora la ciutat de Lleó, i el pas del pont sobre el Bernesga. En 1172 o abans, la confraria, sota el mestratge de Suero Rodríguez, es transforma en milícia de cavallers o orde militar. No se'n conserva documentació ni estatuts o reglaments, però es pot induir que l'objectiu i l'organització n'era doble: orde militar de cavallers, comandats pel mestre laic, per a la defensa del pont i els camins, i orde hospitaler de religiosos, formada per una comunitat monàstica amb un prior, per a l'atenció sanitària i espiritual dels pelegrins a l'hospital. Hi havia dones per a l'atenció, probablement, a les pelegrines i malaltes.
Poc després, poc abans de 1180, i per iniciativa del mateix Suero Rodríguez, l'orde s'integrà a l'Orde de Sant Jaume, que es va fer càrrec de l'hospital i dels altres béns de San Marcos. Hi pot haver tingut part el rei Ferran II de Lleó per enfortir el paper dels lleonesos en la puixant Orde de Sant Jaume, dominada pels castellans. L'orde tindria una de les seus principals a l'hospital de San Marcos, cap del Priorat de Sant Marc de Lleó i de la diòcesi santiaguista del mateix nom.